# Giuseppe Melani
Giuseppe Melani (Pisa, 13 agosto 1673 – 7 novembre 1747) è stato un pittore italiano del periodo Tardo Barocco, attivo principalmente a Pisa.

## Biografia
Iniziò la sua attività nella bottega di Camillo Gabrielli, e successivamente divenne allievo di Ciro Ferri, il quale era stato allievo a sua volta di Pietro da Cortona. All'interno della Cattedrale di Pisa dipinse la Morte di San Ranieri. Dipinse inoltre alcuni affreschi all'interno di architetture pisane, come la volta di San Matteo (c. 1720) a Pisa, insieme al fratello Francesco Melani (morto nel 1742).

## Omaggi
- Il comune di Pisa ha intitolato una via a Giuseppe Melani e a suo fratello ("Via Fratelli Melani").